# Enron
A Enron Corporation foi uma companhia de energia americana, localizada em Houston, Texas. Empregava cerca de 21 000 pessoas, tendo sido uma das empresas líderes no mundo em distribuição de energia (electricidade, gás natural) e comunicações. Seu faturamento atingia 101 bilhões de dólares em 2000, pouco antes do escândalo financeiro que ocasionou sua falência.
Alvo de diversas denúncias de fraudes contábeis e fiscais e com uma dívida de 13 bilhões de dólares, o grupo pediu concordata em dezembro de 2001 e arrastou consigo a Arthur Andersen, que fazia a sua auditoria. Na época, as investigações revelaram que a Enron havia manipulado seus balanços, com a ajuda de empresas e bancos, e escondera dívidas de 25 bilhões de dólares por dois anos consecutivos, tendo inflado artificialmente os seus lucros.
O governo dos Estados Unidos abriu dezenas de investigações criminais contra executivos da Enron e da Arthur Andersen. A Enron foi também processada pelas pessoas lesadas. De acordo com os investigadores, os executivos e contadores, assim como instituições financeiras e escritórios de advocacia, que à época trabalhavam para a companhia, foram, de alguma forma e em diferentes graus, responsáveis pelo colapso da empresa.
Em razão de uma série de escândalos financeiros corporativos, como o da Enron, foi redigida a lei Sarbanes-Oxley, em 2002.